# هوغو جريلو
هوغو جريلو (بالبرتغالية: Hugo Miguel Grilo Francisco‏) هو لاعب كرة قدم برتغالي في مركز الدفاع، ولد في 28 يوليو 1986 في أوديفلاس في البرتغال. شارك مع منتخب البرتغال تحت 19 سنة لكرة القدم. أما مع النوادي، فقد لعب مع أورينتال دي لشبونة ‏.

## وصلات خارجية
- هوغو جريلو على موقع قاعدة بيانات كرة القدم.إي يو (الإنجليزية)
- هوغو جريلو على موقع Soccerway.com (الإنجليزية)